# IV. třída okresu Karlovy Vary 2003/2004
V soubojích fotbalové IV. třídy okresu Karlovy Vary 2003/2004, jedné ze skupin 10. nejvyšší fotbalové soutěže, se utkalo 14 týmů dvoukolovým systémem podzim – jaro. Tento ročník skončil v červnu 2004. Postup si zajistily první dva týmy obou skupin - FC Nové Hamry, TJ Stružná, SK Andělská Hora a TJ Sokol Žlutice.

## Výsledná tabulka - skupina A
| Poř. | Tým                      | Z  | V  | R | P  | VG | OG | B  |
| ---- | ------------------------ | -- | -- | - | -- | -- | -- | -- |
| 1.   | FC Nové Hamry            | 18 | 14 | 2 | 2  | 65 | 28 | 44 |
| 2.   | TJ Stružná               | 18 | 11 | 4 | 3  | 53 | 29 | 37 |
| 3.   | TJ Baník Pila „B“        | 18 | 11 | 3 | 4  | 45 | 27 | 36 |
| 4.   | TJ Děpoltovice           | 18 | 11 | 2 | 5  | 43 | 27 | 35 |
| 5.   | TJ Počerny               | 18 | 8  | 1 | 9  | 40 | 38 | 25 |
| 6.   | TJ Sokol Pernink         | 18 | 6  | 4 | 8  | 34 | 31 | 22 |
| 7.   | Tatran Horní Blatná      | 18 | 7  | 1 | 10 | 30 | 50 | 22 |
| 8.   | FC Horní Slavkov         | 18 | 5  | 1 | 12 | 25 | 45 | 16 |
| 9.   | TJ Olympie Hroznětín „B“ | 18 | 4  | 2 | 12 | 28 | 52 | 14 |
| 10.  | Javor Bražec             | 18 | 2  | 2 | 14 | 25 | 61 | 8  |

## Výsledná tabulka - skupina B
| Poř. | Tým                   | Z  | V  | R | P  | VG | OG | B  |
| ---- | --------------------- | -- | -- | - | -- | -- | -- | -- |
| 1.   | SK Andělská Hora      | 16 | 13 | 1 | 2  | 48 | 18 | 40 |
| 2.   | TJ Sokol Žlutice      | 16 | 10 | 1 | 5  | 49 | 24 | 31 |
| 3.   | TJ Valeč              | 16 | 8  | 3 | 5  | 39 | 32 | 27 |
| 4.   | Mír Novosedly         | 16 | 7  | 2 | 7  | 50 | 30 | 23 |
| 5.   | TJ Sokol Chyše „B“    | 16 | 6  | 4 | 6  | 43 | 32 | 22 |
| 6.   | FK Slovan Albeřice    | 16 | 6  | 3 | 7  | 34 | 33 | 21 |
| 7.   | TJ Údrč „B“           | 16 | 6  | 3 | 7  | 26 | 30 | 21 |
| 8.   | TJ Budoucnost Otročín | 16 | 5  | 3 | 8  | 17 | 41 | 18 |
| 9.   | FK Ajax Čichalov      | 16 | 0  | 2 | 14 | 10 | 76 | 2  |

Poznámky:
- Z = Odehrané zápasy; V = Vítězství; R = Remízy; P = Prohry; VG = Vstřelené góly; OG = Obdržené góly; B = Body; (S) = Mužstvo sestoupivší z vyšší soutěže; (N) = Mužstvo postoupivší z nižší soutěže (nováček)

|  | Postup do III. třídy okresu Karlovy Vary 2004/2005 |